# Piding
Piding – miejscowość i gmina w Niemczech, w kraju związkowym Bawaria, w rejencji Górna Bawaria, w regionie Südostoberbayern, w powiecie Berchtesgadener Land. Leży około 5 km na północ od Bad Reichenhall, przy granicy z Austrią, przy autostradzie A8, drodze B20 i linii kolejowej Salzburg - Berchtesgaden.

## Demografia
| Rok  | Liczba mieszk. |
| ---- | -------------- |
| 1790 | 635            |
| 1910 | 864            |
| 1939 | 1 140          |
| 1946 | 1 540          |
| 1985 | 3 996          |
| 2000 | 5 093          |
| 2002 | 5 257          |
| 2005 | 5 362          |

Dane o ludności z 31 grudnia 2008:
| Opis                                | Ogółem | Ogółem | Kobiety | Kobiety | Mężczyźni | Mężczyźni |
| ----------------------------------- | ------ | ------ | ------- | ------- | --------- | --------- |
| Jednostka                           | osób   | %      | osób    | %       | osób      | %         |
| Populacja                           | 5351   | 100    | 2749    | 51,37   | 2602      | 48,63     |
| Wiek przedprodukcyjny (0–17 lat)    | 910    | 17,01  | 451     | 8,43    | 459       | 8,58      |
| Wiek produkcyjny (18–65 lat)        | 3271   | 61,13  | 1642    | 30,69   | 1629      | 30,44     |
| Wiek poprodukcyjny (powyżej 65 lat) | 1170   | 21,87  | 656     | 12,26   | 514       | 9,61      |

## Polityka
Wójtem gminy jest Hannes Holzner z CSU, poprzednio urząd ten obejmował Valentin Reichenberger, rada gminy składa się z 20 osób.
|      | CSU | SPD | FWG | Zieloni | Razem |
| 2008 | 8   | 1   | 9   | 2       | 20    |
| 2002 | 7   | 2   | 10  | 1       | 20    |